# Danny Young
Daniel Richardson Young, detto Danny (Raleigh, 26 luglio 1962), è un ex cestista statunitense, professionista nella NBA e in Francia.

## Carriera
È stato selezionato dai Seattle SuperSonics al secondo giro del Draft NBA 1984 (39ª scelta assoluta).

## Palmarès
- Campionato francese: 1

CSP Limoges: 1993-94
- Coppa di Francia: 1

CSP Limoges: 1994